# Нарбефонтен
Нарбефонте́н (фр. Narbéfontaine) — коммуна во французском департаменте Мозель региона Лотарингия. Относится к кантону Буле-Мозель.

## Географическое положение
Нарбефонтен расположен в 27 км к востоку от Меца. Соседние коммуны: Момерстроф на севере, Нидервис и Обервис на северо-востоке, Бушпорн на востоке, Зиммен на юго-востоке, Аллерен и Маранж-Зондранж на юге, Брук на юго-западе.	

## История
- Коммуна бывшего герцогства Лотарингия.
- Бывшее владение рыцарского ордена тевтонцев.

## Демография
По переписи 2008 года в коммуне проживало 136 человек.

## Достопримечательности
- Следы древнеримского тракта.
- Церковь Сен-Жорж XIX века.